# Ross Barkley
Ross Barkley (Liverpool, 5 de dezembro de 1993), é um futebolista inglês que atua como meia. Atualmente está no  Aston Villa.
Defendeu a Inglaterra na Copa do Mundo FIFA de 2014.

## Chelsea
Em agosto de 2018, Barkley deixou o Everton e assinou com o Chelsea. 
Marcou seu primeiro gol pelos Blues na vitória fora de casa sobre o Southampton por 3-0 em 07 de outubro de 2018, válida pela Premier League 2018-19. Dias depois, marcou novamente pela Premier League em uma vitória fora de casa por 4 a 0 em cima do Burnley.
Em 14 de fevereiro, marcou o primeiro gol da vitória sobre o Malmö fora de casa pela fase de 16-avos da UEFA Europa League. No jogo de volta, Barkley marcou de falta e ajudou o Chelsea a vencer por 3-0.

## Títulos
Chelsea
- Copa da Inglaterra: 2017–18
- Liga Europa da UEFA: 2018–19
- Copa do Mundo de Clubes da FIFA: 2021